# Pont transbordador

Principi del pont transbordador.

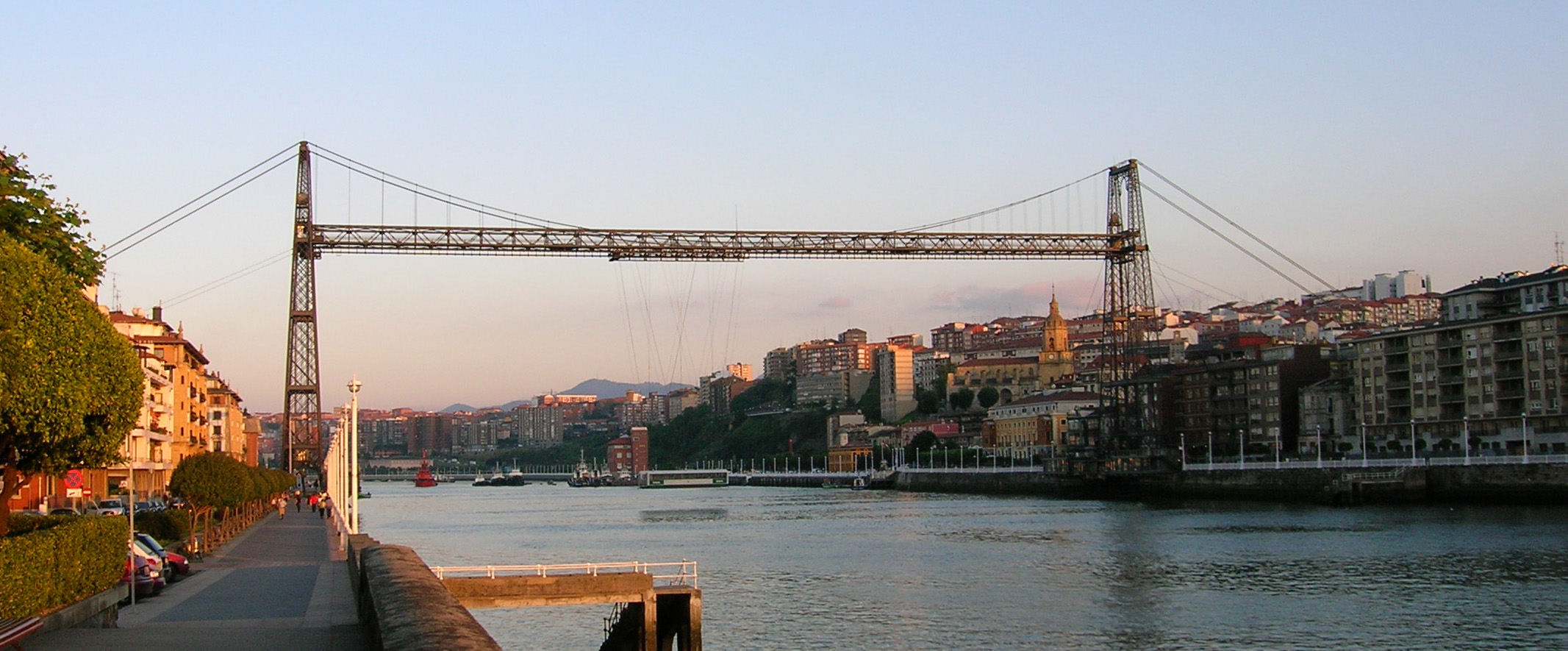
El pont de Biscaia de 1893, el pont transbordador més antic del món.

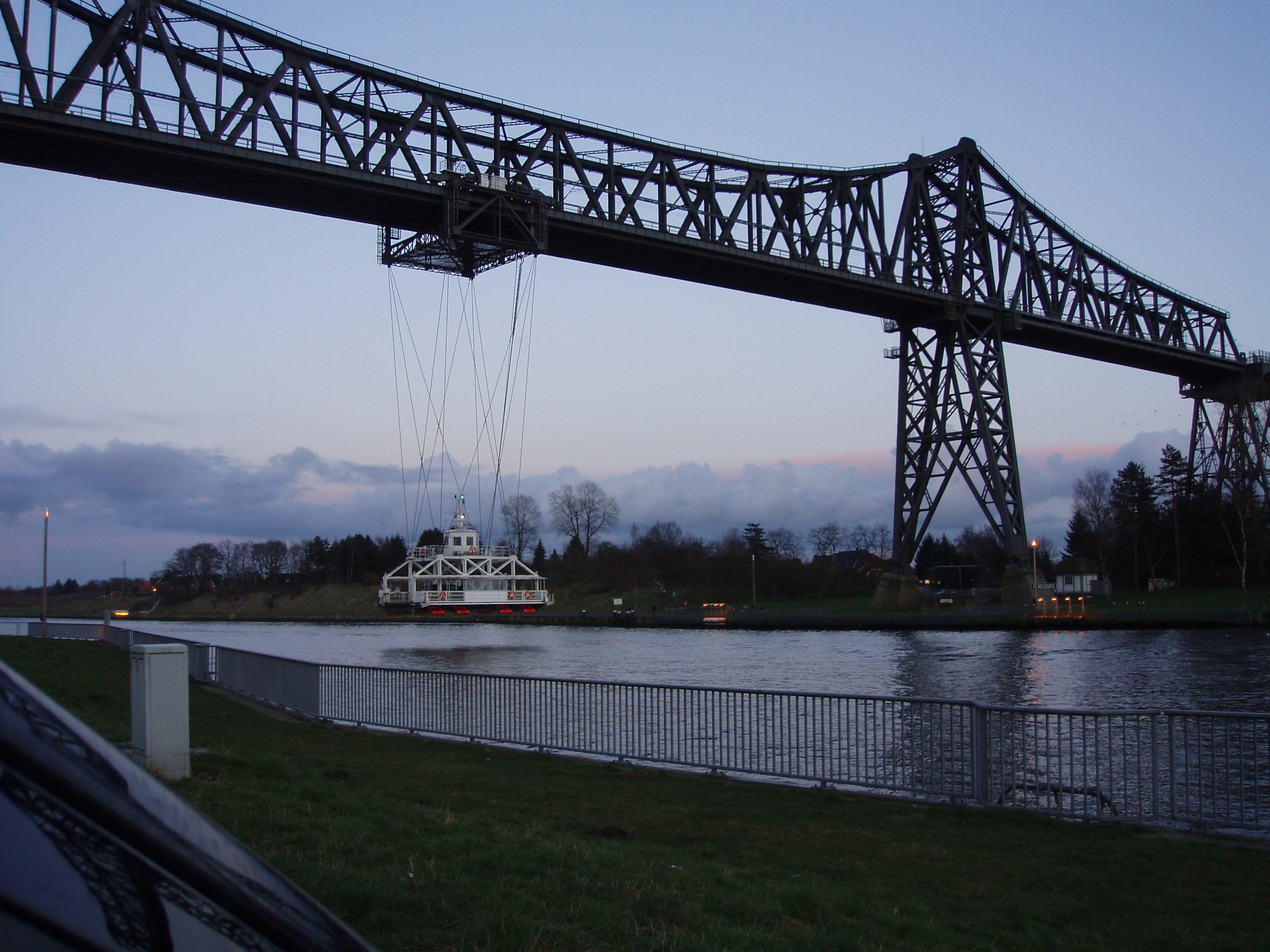
Pont transbordador a Rendsburg, Alemanya.

Un  pont transbordador  és un vagó penjant que es desplaça sobre un cos d'aigua. No està en suspensió sinó que penja de cables o d'un transportador fix i es desplaça des d'una vora d'un cos d'aigua a l'altra.
Aquest tipus de ponts són més econòmics que un pont convencional per a un mateix gàlib per al trànsit marítim.
El primer pont transbordador va ser dissenyat per l'arquitecte i enginyer espanyol Alberto Palacio, la construcció la va portar a terme juntament amb Ferdinand Arnodin. A tots dos se'ls considera inventors d'aquest tipus de ponts.
A tot el món es conserven 8 exemplars dels 20 que es van construir, 3 d'ells al Regne Unit, concretament a (Newport, Middlesbrough i Warrington), dos a Alemanya (entre Osten i Hemmoor i entre Osterrönfeld i Rendsburg), un a França (Rochefort), el Pont Transbordador Nicolau Avellaneda al barri bonarense de La Boca i finalment el pont de Biscaia, entre Portugalete i Getxo. Aquest últim, que data de 1893, i encara està en servei, és el més antic del món i, des de 2006, Patrimoni de la humanitat de la UNESCO.